# Renbukai

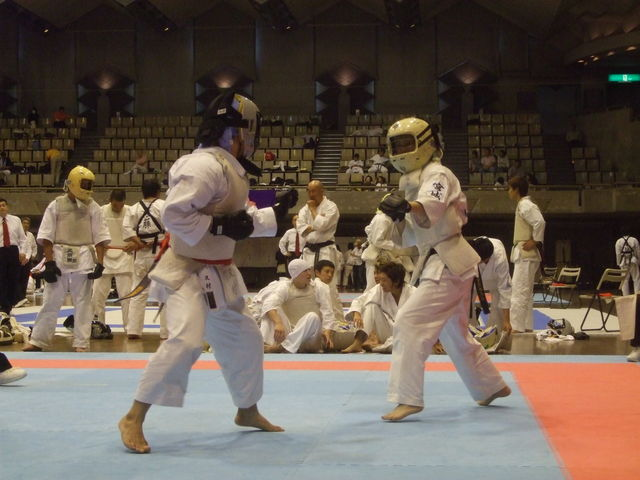
2009 Fédération japonaise de karaté-do RENBUKAI KUMITE

Le renbukai est un style de karaté japonais créé dans les années 1950,.
Un des grands champions est l'américain Ron Marchini, qui eut ensuite[Quand ?] une carrière cinématographique.